# 丹尼爾·高斯
丹尼爾·高斯（Daniel Cox，1990年9月28日—），出生於英格蘭林肯，是一位英國男子職業網球運動員，他於2011年成為職業球員，同年闖入溫布頓網球錦標賽正賽，這是他首次闖入四大滿貫賽單打正賽。

## 外部連結
- 丹尼爾·高斯（英文/西班牙文）的官方資料
- 丹尼爾·高斯的國際網球總會 職業／青少年 官方資料（英文）
- 丹尼爾·高斯的官方資料（英文）